# Gabriel Zwilling
Gabriel Zwilling, auch Gabriel Didymus  (* um 1487 in Annaberg; † 1. Mai 1558 in Torgau) war ein lutherischer Theologe und Reformator.

## Leben

### Kindheit und Jugendzeit
Zwilling war der Sohn eines Stadtrichters. Ort und Zeitpunkt seines Studienbeginns sind unbekannt, ebenso, ob er in den Augustinereremitenorden Joachimsthal in Böhmen eintrat. Früher wurde zumeist vermutet, er habe in Prag zu studieren begonnen und wäre 1502 bereits nach Wittenberg übergesiedelt.
Aus der Matrikel der Universität Wittenberg geht hervor, dass er sich 1512 dort einschrieb und Mitglied des Augustinerordens war. Vermutlich wird er nur wenige Jahre jünger gewesen sein als sein Mitbruder Martin Luther. Schon damals muss er Johann von Staupitz nahegestanden haben, da dieser den Wunsch äußerte, er möchte in Erfurt seine Studien betreiben.

### Studienzeit und Ordensbruder
1516 erwarb er den Baccalaureus in artibus und Luther sandte ihn in seiner Eigenschaft als Distriktsvikar nach Erfurt, wo er sich dem Studium der griechischen Sprache widmen sollte. Dazu schrieb Luther an den Erfurter Prior Johann Lange, er möchte darauf sehen, dass Zwilling sich nach den Satzungen des Ordens richte und sich der Klosterzucht füge. Zwilling hielt es dort aber nicht lange aus und kehrte nach Wittenberg zurück, wo er 1518 Magister wurde. Unter dem Einfluss Luthers schloss sich Zwilling der Reformation an und trat während der Wittenberger Bewegung neben Andreas Bodenstein als Erneuerer im Wittenberger Augustinerkloster in Erscheinung.

### Reformatorisches Tun

#### Hintergründe
Luther wurde nach dem Reichstag zu Worms 1521 mit der Reichsacht belegt, den Entwurf hierzu habe der päpstliche Nuntius Hieronymus Aleander verfasst. Der Reichstag verhängte am 26. Mai 1521 das auf den 8. Mai rückdatierte, vom Kaiser gezeichnete Wormser Edikt über ihn. Mit der Reichsacht war eine Ächtung (Fried- und Rechtloserklärung) erlassen, die sich auf das ganze Gebiet des Heiligen Römischen Reiches Deutscher Nation erstreckte und die mit dem Verbot seiner Werke und Verbreitung seiner Schriften einherging. Er war nunmehr „vogelfrei“. Gemäß der Zusage an seinen Kurfürsten, Friedrich III., erhielt er freies Geleit. Später bereute Karl V. diese Zusage, weil die folgende Reformation die Einheit seines Reiches zerstörte. Der Geächtete wurde am Abend des 4. Mai 1521 auf dem Heimweg nahe Schloss Altenstein in Bad Liebenstein von Friedrichs Soldaten heimlich entführt und auf der Eisenacher Wartburg festgesetzt, um ihn der Gefahr zu entziehen. Dort blieb Luther vom Samstag, den 4. Mai 1521 bis zum Samstag, den 1. März 1522 inkognito als „Junker Jörg“.
Im Mai 1521 hatte Philipp Melanchthon mit Lucas Cranach zusammen die Flugschrift „Passional Christi und Antichristi“ veröffentlicht, die die antipapale Stimmung weiter förderte.

#### Reformierter Gottesdienst
Gabriel Zwilling drängte auf einen radikalen Wandel der bestehenden römisch-katholischen Liturgie in Wittenberg. Unterstützt von Nikolaus von Amsdorf und Justus Jonas forderte er die Abschaffung der Privatmessen, missa privata. Als Nächstes setzte er sich für die vollständige Einführung der reformierten Messe ein, in der Wein und Brot gespendet wurden, also beiderlei Gestalt (Brot und Wein). So predigte er im Oktober 1521 vor seinen Ordensbrüdern gegen die Verehrung der Hostie, die Abschaffung von Privatmessen und forderte die Austeilung des Abendmahls in beiderlei Gestalt. In der Sakramentsfrage äußerte er, dass die Kommunion nur im Gedächtnis der Passion eingesetzt werden dürfe. Zwillings Predigten zeigten den Erfolg, dass der Augustinerkonvent das Lesen der Messe am 13. Oktober 1521 einstellte. Als er als einer der ersten im November aus dem Augustinerkloster austrat, schlossen sich auch seine Mitbrüder an.
Unter anderem auf sein Betreiben ist der Austritt vieler Mönche aus dem Wittenberger Konvent zurückzuführen, ein Schritt, den Zwilling selbst im November des Jahres vollzog. Während Bodenstein in Wittenberg die neue Ordnung des Gottesdienstes einführte, trat er in Eilenburg auf.
Am Johannistag, den Freitag 27. Dezember 1521 verweilte Zwilling in Eilenburg und teilte dort das Abendmahl unter beiderlei Gestalt aus, gleichzeitig zum reformatorischen Tun des Andreas Bodenstein, genannt Karlstadt in der Wittenberger Gemeinde.
Unter Bodensteins Einfluss wandte er sich im Freitag den 10. Januar 1522 gegen die Bilder und Altäre in der Stadtkirche Wittenberg. Durch das Auftreten der Zwickauer Propheten wurde die Lage durch die Kritik am Schulwesen überspitzt, so dass Luther von der Wartburg nach Wittenberg zurückkehrte. Diesem beugte sich Zwilling und bekannte, zu weit gegangen zu sein. Obwohl Luther ihn neben Bodenstein als den wichtigsten Urheber der Unruhen ansah, zeigte er sich zufrieden besonders über dessen innere Wandlung.
Im April empfahl Luther Zwilling der Stadt Altenburg als Prediger. Er ermahnte ihn aber, mit Rücksicht auf die Schwachen bedächtig vorzugehen, sich bei Neuerungen zurückzuhalten und nur gestützt auf das Wort und nicht auf menschliche Kraft oder Ordnungen zu handeln. Seine Tätigkeit war jedoch nicht von langer Dauer. Die Chorherren widerstanden seiner Einsetzung.

### Späte Jahre
1523 fand er sich bereits als Prediger in Torgau, wo sein leidenschaftlicher Einsatz für die Reformation einen Sturm auf das dortige Franziskanerkloster auslöste. Hier heiratete er 1524 eine Unbekannte, angeblich die Witwe des ehemaligen Rates und Kanzlers von Friedrich III., Hieronymus Rudelauf (um 1450–1523) aus Frankenberg.
Seine zweite Ehe schloss er 1543 mit Dorothea Horst (* 1526; † 23. Juli 1595 in Torgau), die Tochter des Torgauer Ratsherrn und Tuchhändlers Gregor Horst und dessen Frau Gertrud Frenzel. Zwilling hinterließ einige Kinder. Sein Sohn Paul (1547–1581), schlug eine erfolgreiche Laufbahn als Universitätslehrer ein. Zudem ist die Tochter Magdalene Didymus bekannt, welche den Diakon in Zerbst Marcus Heise heiratete, die Tochter Gertrud Didymus verheiratete sich mit dem Diakon in Torgau Michael Schulze und der Sohn Gabriel Didymus wirkte als Arzt in Ulm, Michael Didymus († 15. Juni 1562 in Torgau).
1526 erhielt Zwilling eine Anstellung als Stadtpfarrer. Von 1529 bis 1548 war er schließlich Superintendent in Torgau. 1537 findet man seine Unterschrift unter den Schmalkaldischen Artikeln. Seitdem wirkte er mehr in der Stille.
In seine Torgauer Zeit fällt das Augsburger Interim von 1548, in welchem Kaiser Karls V. durch den Sieg über den Schmalkaldischen Bund seine religionspolitischen Ziele im Heiligen Römischen Reich durch dieses Reichsgesetz durchsetzen wollte. Als in Kursachsen das Augsburger Interim eingeführt wurde, widersetzte er sich ihm mit allem Nachdruck, indem er u. a. die Druckschrift Kurzer Bericht und Antwort auf die neue Kirchenordnung verfasste. Auf Anordnung des Kurfürsten Moritz von Sachsen wurde er im Mai 1548 verhaftet und in Wittenberg für zwei Wochen eingekerkert sowie danach seines Amtes enthoben. So sehr sich die Wittenberger Theologen um ihn bemühten, sie stimmten Kurfürst Moritz nicht um. Er durfte aber in Torgau wohnen bleiben und verbrachte dort seine letzten 9 Lebensjahre als Privatprediger der Mutter des Kurfürsten, der Kurfürstinwitwe des Heinrich von Sachsen, Katharina von Mecklenburg.

## Schriften (Auswahl)
- Kurzer Bericht und Antwort auf die neue Kirchenordnung. Dresden 1549